# 온라인 체스 부정행위

딥 블루와 가리 카스파로프 간의 1997년 재대결, 6번째 경기의 최종 결정전. 검은 말을 쥔 카스파로프는 딥 블루가 8. Nxe6!!를 찾을 수 있을 것이라고 예상하지 못했고, 수비가 무너진 채 11수 후에 기권했다. 딥 블루는 3½-2½로 경기를 이겼다.

컴퓨터 성능과 체스 엔진 개발의 발전은 사실상 모든 온라인 체스 사이트 사용자들이 세계 최고 선수들보다 훨씬 뛰어난 엔진 플레이에 접근할 수 있는 수단을 갖게 되는 결과로 이어졌다. 일부 사용자들은 플레이 중에 엔진 지원을 사용하는데, 이는 대부분의 경우 부정행위로 간주된다. 이를 막기 위해 가장 유명한 온라인 체스 플랫폼인 Chess.com과 Lichess는 부정행위자를 감지하고 처리하는 데 상당한 자원을 투입하며, 부정행위자들은 때때로만 부정행위를 하는 등 감지를 피하기 위한 방법을 사용한다.
선수가 부정행위를 하고 있는지 절대적인 확실성을 가지고 판단하는 것은 종종 불가능하다. 체스 사이트들은 오탐을 제한하기 위해 예상되는 부정행위자 분석에서 일반적으로 여러 게임을 면밀히 조사하지만, 여전히 드물게 발생한다. 감지된 부정행위자를 처리하는 방법으로는 Chess.com에서 사용하는 영구적이지만 항소 가능한 금지 조치와 Lichess에서 사용하는 부정행위자들을 비밀리에 서로 매치시키는 방법이 있다.
타이틀을 가진 선수들, 심지어 그랜드마스터들도 온라인에서 부정행위를 하다 적발된 경우가 있다. 부정행위자들은 엄격하고 침해적인 부정행위 방지 조치가 시행되는 Titled Tuesday와 같은 상금 온라인 토너먼트에서도 발견되었다. 전 세계 챔피언 블라디미르 크람니크를 포함한 타이틀을 가진 선수들 사이에서 온라인 부정행위 혐의가 제기되기도 했다.

## 개요

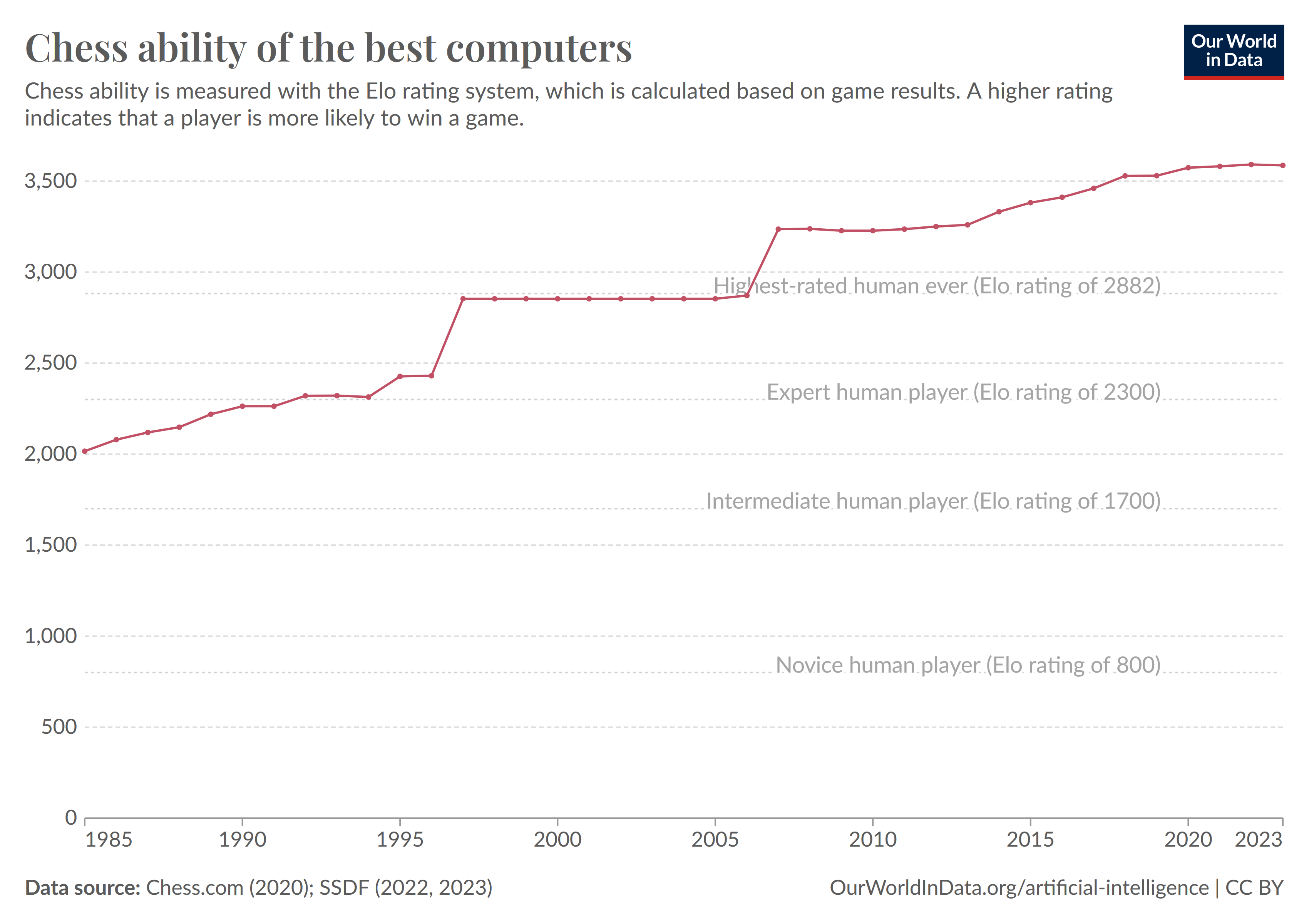
컴퓨터는 최고의 인간 체스 플레이어들을 훨씬 능가했다. 표시된 평점은 슬로우 체스에 대한 것이다. 인간과 엔진 간의 격차는 더 빠른 대국 시간 설정에서 더욱 벌어진다. 인간의 경기력은 시간에 더 의존적이기 때문이다.

Chess.com과 Lichess는 모두 레이팅 게임에서 선수들이 외부 지원을 받는 것을 금지한다(오프닝 레퍼토리를 참조할 수 있는 서신 게임은 예외). 그럼에도 불구하고 일부 선수들은 경기 중에 엔진을 참조하여 상대방에게 불공평한 이점을 준다. 2022년에는 자유-오픈 소스 체스 엔진인 Stockfish가 세계 최강의 인간 선수인 망누스 칼센을 98%의 게임에서 이길 것으로 예상되었으며, 나머지 2%에서는 무승부를 기록할 것으로 추정되었다. 부정확함과 블런더에 취약한 일반 체스 선수들의 경우, 엔진 지원을 받는 플레이를 이기는 것은 부정행위자들이 실수를 저지르거나 엔진 지원을 사용하지 않기로 결정할 때만 가능하다.
대략 Chess.com 계정의 0.6%가 부정행위로 인해 폐쇄되었다. Chess.com은 2023년에 250만 경기를 분석했으며, 같은 해에 100만 개의 계정을 부정행위로 인해 차단했다고 밝혔다.
Lichess는 2022년에 91,000건, 2023년에 93,000건의 부정행위 보고서를 처리했으며, 해당 두 해에 각각 61,000개와 72,000개의 계정에 부정행위 플래그를 지정했다고 주장한다. 플래그가 지정된 계정 중 몇 개가 보고되었는지는 불분명하다.

## 대응책

### 탐지
체스 사이트들은 부정행위자를 정확하게 탐지하기 위해 수많은 추적 및 분석 방법을 사용한다. Lichess는 부정행위 탐지를 자동화하기 위한 오픈 소스 기계 학습 도구를 유지하지만, 다른 비공개 소스 도구를 사용하는지는 공개하지 않는다. 대부분의 부정행위자는 자동으로 감지될 만큼 명백하지만, 더 어려운 경우에는 인간의 분석이 필요하다. Chess.com의 국제 마스터 Danny Rensch는 사이트가 "법정까지 갈 의지가 있는" 경우에만 금지 조치를 취한다고 주장했다.

### 처리
Chess.com과 Lichess는 부정행위로 판명된 계정을 처리하는 방식이 다르다. Chess.com은 영구적인 금지 조치를 공개적으로 발동하며, 이는 금지된 사용자 이름 옆에 빨간색 원에 줄이 그어진 아이콘으로 표시된다. 또한, 사이트는 최근에 금지된 계정에게 게임에서 패배한 플레이어들의 평점 포인트를 환불해준다. 반면, Lichess는 감지된 부정행위자들을 비밀리에 별도의 플레이 풀에 배치하여, 부정행위자들이 언제 적발되었는지 알지 못하게 한다. Chess.com과 Lichess 모두 감지된 부정행위자들이 금지 상태에 대해 항소할 수 있도록 허용한다. 2023년 Chess.com에서 처리된 약 39,000건의 항소 중 약 0.3%가 승인되었다.

### 회피
부정행위자들은 잡기 어려울 수 있다.

## 심리와 반응

### 부정행위자의 상대
부정행위자와의 게임에서 플레이어들은 절망감이나 좌절감을 느낄 수 있다. 부정행위자의 부주의한 상대들은 자신의 모든 계획과 아이디어가 쉽게 간파된다고 흔히 느끼며, 이는 그들이 자신의 플레이에 대해 갖는 자신감을 떨어뜨릴 수 있다. 플레이어들은 부정행위자를 만났다고 믿을 때, 심지어 합법적인 플레이어와의 다음 게임에서도 더 형편없이 플레이하는 것으로 나타났다.
편집증은 실제 및 인지된 광범위한 부정행위에 대한 일반적인 반응이다. 그랜드마스터 David Smerdon이 수행한 연구에서는 플레이어들을 합법적인 플레이어와 부정행위자 모두와 대결시키고, 상대방을 얼마나 정확하게 평가했는지에 따라 보상을 주거나 벌칙을 주었다. 이 연구에서 플레이어들은 68.75%의 경우에 상대방을 정확하게 판단했다. 부정행위자의 30%는 정확하게 판단되었고, 부정행위자가 아닌 플레이어의 83%는 정확하게 무혐의로 판정되었다. 이 연구는 또한 플레이어들에게 자신들의 판단에 대해 얼마나 확신하는지 평가하도록 요청했다. 가장 확신했던 세 가지 부정행위 혐의는 부정행위자가 아닌 플레이어에 대한 것이었다. 많은 상대방이 부정행위를 하고 있다는 믿음이 일부 플레이어들을 스스로 부정행위를 시작하게 만들었다고 생각된다.

## 마스터 수준에서
2022년까지 Chess.com에서 수행된 550,000건의 부정행위 계정 폐쇄 중, 550건은 타이틀을 가진 플레이어가 소유한 것으로 확인된 계정이었다. 2023년 Chess.com이 부정행위로 폐쇄한 약 100만 개의 계정 중 165개는 타이틀을 가진 계정이었고, 이 중 20개는 그랜드마스터 계정이었다. 2023년 Chess.com은 "수백 명의 타이틀 플레이어, 수십 명의 그랜드마스터, 그리고 상위 100위권 내의 4명의 플레이어를 폐쇄했다"고 주장했다.
Chess.com은 상금이 걸린 모든 토너먼트에서 침해적인 부정행위 방지 방법을 준수하도록 의무화한다. 토너먼트 참가자는 열린 마이크와 하나 이상의 카메라를 사용하여 방 및 화면의 라이브 피드를 녹화하고, 필요 시 Chess.com에 피드를 전송하기 위해 Zoom 통화에 참여해야 할 수 있다. 또한 플레이어는 카메라로 방을 "쓸어보거나", 컴퓨터에서 실행 중인 프로세스를 보여주고, 헤드폰을 착용하지 않고, 컴퓨터의 디스플레이 설정을 보여달라는 요청을 받을 수 있다. 스트리머는 방송 지연을 적용해야 하며, 스트림 채팅을 이모티콘 전용으로 설정해야 할 수 있다(채팅을 볼 수 없음을 증명할 수 있는 경우 허용될 수 있음).
2024년 12월, Chess.com은 Zoom 통화를 대체할 새로운 모니터링 프로그램인 Proctor를 발표했다. 이 프로그램은 추적 기능이 부착된 브라우저로 구성되며, Chess.com은 플레이어의 화면, 실행 중인 프로그램, 카메라 및 오디오 피드를 모니터링한다고 보고한다. 발표 게시물에서 Chess.com은 Proctor를 시험 소프트웨어와 비교하여 그 사용의 상대적 필요성을 강조한다. Proctor는 상금이 걸린 이벤트 외에서는 필수가 아니다.
이러한 조치에도 불구하고, Titled Tuesday와 같은 온라인 상금 이벤트에서는 여전히 부정행위자들이 가끔 발견된다. 한 유명한 사례에서는 그랜드마스터 Wesley So가 2020년 PRO Chess League에서 동료 그랜드마스터 Tigran L. Petrosian이 자신을 상대로 부정행위를 했다고 비난했다. 페트로시안은 So가 "자신이 [자신보다] 훨씬 강한 선수들을 이기고 있을 때 [그의] pampers에 PIPI 틀:시크 (인용)를 했다"고 반박했다. Chess.com은 페트로시안이 부정행위를 한 것으로 판단했고, 그는 사이트에서 영구적으로 금지되었다.

### 크람니크의 주장
전 세계 체스 챔피언 블라디미르 크람니크는 Chess.com의 수많은 타이틀 보유자들이 온라인 게임에서 부정행위를 했다고 비난했다. 2023년 11월부터 그는 체스 스트리머이자 그랜드마스터 히카루 나카무라가 온라인에서 부정행위를 했다고 주장했다. 특히 크람니크는 히카루가 달성한 46경기 무패 행진을 "모두가 흥미로워할 것"이라고 지적했다. 그러나 히카루는 그 행진 내에서 여러 차례 불리한 포지션에 놓였다. 통계학자들은 히카루의 게임을 분석했으며, 상충되는 결론에 도달했다. 46경기 무패 행진을 분석한 후 Chess.com은 그 발생이 "가능할 뿐만 아니라, 플레이된 게임 수를 고려할 때 가능성이 높다"고 보고했다.

## 같이 보기
- 온라인 게임의 치팅

## 더 읽어보기
“20 Years Later, Humans Still No Match For Computers On The Chessboard”. NPR. 2016년 10월 24일.

“Chess.com: Hans Niemann Report”. 《구글 드라이브》. Chess.com. 2022년 10월 4일.